# She Got Game
Albums de Rapsody
The Idea of Beautiful
(2012) Beauty and the Beast
(2014)
She Got Game est une mixtape de Rapsody, sortie le 17 septembre 2013.

## Liste des titres
| No  | Titre                                                                                     | Contient un (des) sample(s) de                      | Durée |
| --- | ----------------------------------------------------------------------------------------- | --------------------------------------------------- | ----- |
| 1.  | A Song About Nothing (Produit par Eric G.)                                                |                                                     | 4:53  |
| 2.  | Coconut Oil (featuring Raekwon et Mela Machinko – Produit par 9th Wonder)                 | Belle de jour de Saint Tropez                       | 3:09  |
| 3.  | Thank You Very Much (Produit par Khrysis)                                                 | The Man d'Aloe Blacc                                | 2:22  |
| 4.  | Lonely Thoughts (featuring Chance The Rapper et Big K.R.I.T. – Produit par Denaun Porter) | For You de Robert Glasper                           | 5:45  |
| 5.  | Caught Up (featuring Raheem DeVaughn – Produit par Khrysis)                               | Beautiful de Tweet                                  | 5:08  |
| 6.  | Generation (featuring Mac Miller et Jared Evan – Produit par 9th Wonder)                  |                                                     | 4:48  |
| 7.  | Special Way (Produit par Khrysis)                                                         | Love Me in a Special Way de DeBarge                 | 3:20  |
| 8.  | Dark Knights (featuring Wale – Produit par E. Jones)                                      | The World Is a Circle de Liv Ullmann et Bobby Van   | 3:42  |
| 9.  | My Song (featuring Mela Machinko – Produit par 9th Wonder)                                | Ex-Factor de Lauryn Hill                            | 3:32  |
| 10. | Complacent (featuring Problem – Produit par 9th Wonder)                                   |                                                     | 3:32  |
| 11. | Love After All (featuring Gwen Bunn – Produit par 9th Wonder)                             |                                                     | 4:43  |
| 12. | Kingship (Produit par DJ Premier)                                                         | Born in the Trap de The Game Peter Piper de Run–DMC | 2:51  |
| 13. | Feel Like (Love Love) (featuring Common – Produit par Ka$h)                               | Home on a Rainy Day de New York Port Authority      | 2:53  |
| 14. | Never Fail (Produit par Eric G.)                                                          | All About the Paper des Dells                       | 2:45  |
| 15. | Never Know (featuring Nispey Hussle, Ab-Soul et Terrace Martin – Produit par 9th Wonder)  |                                                     | 4:35  |
| 16. | Jedi Code (featuring Phonte et Jay Electronica – Produit par 9th Wonder)                  |                                                     | 4:40  |

| 17. | Everlasting                        |                                                                    | 3:24 |
| 18. | Facts Only                         |                                                                    | 2:12 |
| 19. | 80s & 90s Babies                   |                                                                    | 2:46 |
| 20. | The Pressure (featuring Styles P.) | Whenever I Call You Friend de Kenny Loggins featuring Stevie Nicks | 5:12 |
| 21. | IJS                                | Just the Thought of You de Freda Payne                             | 4:27 |